# عين تبوك
عين تبوك أو عين سكر عين ماء يقع في مدينة تبوك الواقعة إلى الشمال الغربي من المملكة العربية السعودية. يعود تاريخ العين إلى فترة بعثة النبي محمد، واستمرت منذ ذلك التاريخ حتى الآن.

## الموقع
تقع العين إلى الجهة الجنوبية الغربية من قلعة تبوك، وكانت جموع الحجاج القادمين من الشام تفد إلى تلك العين وتستريح بجوارها، ويعتبر الرحالة المسلم ابن شجاع المقدسي أول من وصفها حيث قال عنها سنة 623 هـ في معرض حديثه عن تبوك: «إن بها - أي تبوك - ماء ينبع ومسجد يزار».

## الوصف
تتكون آثار عين تبوك من عين السكر وعين البرك المقامة عليها. وكانت عينًا قليلة الماء عندما قدم الرسول محمد إلى تبوك٬ ثم تدفق ماؤها على يده٬ واستمرت مصدرًا للماء في تبوك طوال فترات التاريخ الإسلامي. وقد أمر الخليفة الراشدي عمر بن الخطاب٬ ابن غريض بطيها خوفًا من أن تدفنها الرمال. وكانت توجد بركتان على عين تبوك في العصر المملوكي رممتا أكثر من مرة خلال العصر العثماني٬ وتقعان في الوقت الحاضر بجوار القلعة.

## العين في الأثر
أخرج مسلم بن الحجاج في صحيحه عن معاذ بن جبل أنه قال: خرجنا مع رسول الله ﷺ عام غزوة تبوك، فكان يجمع الصلاة، فصلى الظهر والعصر جميعًا، والمغرب والعشاء جميعًا، حتى إذا كان يومًا أخر الصلاة، ثم خرج فصلى الظهر والعصر جميعًا، ثم دخل، ثم خرج بعد ذلك، فصلى المغرب والعشاء جميعًا، ثم قال: «إنكم ستأتون غدًا، إن شاء الله، عين تبوك، وإنكم لن تأتوها حتى يضحي النهار، فمن جاءها منكم فلا يمس من مائها شيئًا حتى آتي»، فجئناها وقد سبقنا إليها رجلان، والعين مثل الشراك تبض بشيء من ماء، قال: فسألهما رسول الله ﷺ : «هل مسستما من مائها شيئًا» قالا: نعم، فسبهما النبي ﷺ ، وقال لهما ما شاء الله أن يقول، قال: ثم غرفوا بأيديهم من العين قليلًا قليلًا، حتى اجتمع في شيء، قال: وغسل رسول الله ﷺ فيه يديه ووجهه، ثم أعاده فيها، فجرت العين بماء منهمر أو قال: غزير - شك أبو علي أيهما قال - حتى استقى الناس، ثم قال: «يوشك يا معاذ إن طالت بك حياة، أن ترى ما هاهنا قد ملئ جنانًا».